# Чон Ынчхэ
Чон Ынчхэ (кор. 정은채, 24 ноября 1986, Пусан) — южнокорейская актриса, модель, певица.

## Биография
В детстве два года жила с родителями в Великобритании. Закончила Центральный колледж искусства и дизайна имени Святого Мартина, специализировалась по дизайну одежды. Начинала как модель, завоевала премию 6-го Азиатского фестиваля моды (2011). В 2010 появилась в научно-фантастическом триллере Кукловод. Но настоящий успех ей принесла заглавная роль в картине Хон Сансу Хэвон — ничья дочь (2013), за которую она получила ряд премий.
Снялась в нескольких видеоклипах. В 2013 записала мини-альбом сочинённых ею песен в стиле инди-фолк. Живёт в Сеуле.

## Фильмография

### Фильмы
| Год  |   | Русское название                                            | Оригинальное название            | Роль           |
| ---- | - | ----------------------------------------------------------- | -------------------------------- | -------------- |
| 2010 | ф | Охотники                                                    | 초능력자                         | Ёнсук          |
| 2011 | ф | Постановка                                                  | Play                             | Ынчхэ          |
| 2012 | ф | Весна, снег                                                 | Spring, Snow                     | Джиён          |
| 2012 | ф | Страшные истории                                            | 무서운 이야기                    | Гонджи         |
| 2013 | ф | За камерой                                                  | Оригинальное название неизвестно |                |
| 2013 | ф | Ничья дочь Хэ Вон                                           | 누구의 딸도 아닌 해원            | Хэвон          |
| 2014 | ф | Гнев короля                                                 | 역린                             | Кан Волхе      |
| 2014 | ф | Холм Свободы                                                | 자유의 언덕                      | Намхи          |
| 2014 | ф | Гнев короля                                                 | 역린                             | Кан Волхе      |
| 2017 | ф | Стол                                                        | 더 테이블                        | Кён Джин       |
| 2017 | ф | Король                                                      | 더 킹                            | Пак Шиён       |
| 2018 | ф | Великая битва                                               | 안시성                           | Шими           |
| 2018 | ф | Ода гусю                                                    | 군산: 거위를 노래하다            | Владелица кафе |
|      | ф | Мужчина, который видит слева, женщина, которая видит справа | Оригинальное название неизвестно | Анён           |

### Сериалы
| Год  |   | Русское название            | Оригинальное название     | Роль             |
| ---- | - | --------------------------- | ------------------------- | ---------------- |
| 2010 | с | Паста                       | Pasta                     | Официантка       |
| 2011 | с | Пересечение с невестой Ёндо | Crossing Yeongdo Bride    | Пак Соль         |
| 2011 | с | Моя горько-сладкая жизнь    | 우리집 여자들             | Го Ынним         |
| 2013 | с | Дождь На Ры                 | Na-ra's Rain              | Мун Нара         |
| 2014 | с | Доктор Фрост                | 닥터 프로스트             | Юн Сана          |
| 2018 | с | Возвращение                 | 리턴                      | Гым Нара         |
| 2018 | с | Гость                       | 손 the guest              | Кан Гилён        |
| 2019 | с | Легальная высота            | 리갈하이                  | До Мункён        |
| 2020 | с | Король: Вечный монарх       | The King: Eternal Monarch | Ку Сорён/Ку Ынна |
| 2021 | с | Л.У.К.А.: Начало            | 루카: 더 비기닝           | Директор Чон     |
| 2022 | с | Патинко                     | Pachinko/파친코           | Гёнхи            |
| 2022 | с | Анна                        | 안나                      | Хёнджу           |

## Награды и номинации
| Год  | Награда | Категория                    | Фильм/Сериал | Итог      | Ссылки |
| ---- | ------- | ---------------------------- | ------------ | --------- | ------ |
| 2023 | Пэксан  | Лучшая актриса второго плана | Анна         | Номинация | [ 1 ]  |